# 1,3,6,8-四(4-羧基苯基)芘
1,3,6,8-四(4-羧基苯基)芘是一种有机化合物，化学式为C44H26O8。它可以1,3,6,8-四溴芘和4-乙氧羰基苯硼酸为原料反应，再经水解制得。它可用于合成NU-1000和Hf-NU-1000。